# Caugé
Caugé és un municipi francès situat al departament de l'Eure i a la regió de Normandia. L'any 2007 tenia 828 habitants.

## Demografia

### Població
El 2007 la població de fet de Caugé era de 828 persones. Hi havia 281 famílies, de les quals 32 eren unipersonals (8 homes vivint sols i 24 dones vivint soles), 84 parelles sense fills, 149 parelles amb fills i 16 famílies monoparentals amb fills.
La població ha evolucionat segons el següent gràfic:
Habitants censats

### Habitatges
El 2007 hi havia 309 habitatges, 285 eren l'habitatge principal de la família, 6 eren segones residències i 18 estaven desocupats. 302 eren cases i 1 era un apartament. Dels 285 habitatges principals, 263 estaven ocupats pels seus propietaris, 19 estaven llogats i ocupats pels llogaters i 3 estaven cedits a títol gratuït; 1 tenia una cambra, 5 en tenien dues, 20 en tenien tres, 50 en tenien quatre i 209 en tenien cinc o més. 196 habitatges disposaven pel capbaix d'una plaça de pàrquing. A 85 habitatges hi havia un automòbil i a 192 n'hi havia dos o més.

### Piràmide de població
La piràmide de població per edats i sexe el 2009 era:
| Homes | Edats   | Dones |
| ----- | ------- | ----- |
| 0     | 95 o +  | 0     |
| 0     | 90 a 94 | 0     |
| 4     | 85 a 89 | 4     |
| 4     | 80 a 84 | 0     |
| 0     | 75 a 79 | 8     |
| 4     | 70 a 74 | 4     |
| 16    | 65 a 69 | 8     |
| 12    | 60 a 64 | 12    |
| 16    | 55 a 59 | 12    |
| 48    | 50 a 54 | 40    |
| 32    | 45 a 49 | 32    |
| 32    | 40 a 44 | 28    |
| 28    | 35 a 39 | 36    |
| 28    | 30 a 34 | 16    |
| 4     | 25 a 29 | 32    |
| 20    | 20 a 24 | 12    |
| 28    | 15 a 19 | 28    |
| 44    | 10 a 14 | 48    |
| 28    | 5 a 9   | 20    |
| 24    | 0 a 4   | 20    |

## Economia
El 2007 la població en edat de treballar era de 577 persones, 438 eren actives i 139 eren inactives. De les 438 persones actives 419 estaven ocupades (219 homes i 200 dones) i 19 estaven aturades (9 homes i 10 dones). De les 139 persones inactives 52 estaven jubilades, 55 estaven estudiant i 32 estaven classificades com a «altres inactius».

### Ingressos
El 2009 a Caugé hi havia 298 unitats fiscals que integraven 856 persones, la mediana anual d'ingressos fiscals per persona era de 22.841 €.

### Activitats econòmiques
Dels 15 establiments que hi havia el 2007, 4 eren d'empreses de construcció, 2 d'empreses de transport, 3 d'empreses d'hostatgeria i restauració i 6 d'empreses de serveis.
Dels 5 establiments de servei als particulars que hi havia el 2009, 1 era un paleta, 1 guixaire pintor, 1 fusteria, 1 electricista i 1 restaurant.
L'any 2000 a Caugé hi havia 10 explotacions agrícoles que ocupaven un total de 609 hectàrees.

## Equipaments sanitaris i escolars
El 2009 hi havia una escola elemental.

## Poblacions més properes
El següent diagrama mostra les poblacions més properes.